# 75970 Olcott
75970 Olcott este o planetă minoră (asteroid), cu un diametru de 2,908 km, din centura de asteroizi. A fost descoperită pe 7 februarie 2000 la Catalina Station⁠(d) de Catalina Sky Survey. 
Obiectul prezintă o orbită caracterizată de o semiaxă mare de 2,5709495795649 UAi, o excentricitate de 0,13628701260111, o înclinație de 8,9319224435574 ° în raport cu ecliptica.